# Cadillac CTS-V
Cadillac CTS-V — це спортивні автомобілі бізнес-класу, що виробляються компанією Cadillac на основі серійних моделей Cadillac CTS з 2004 року.

## Перше покоління (2004–2007)

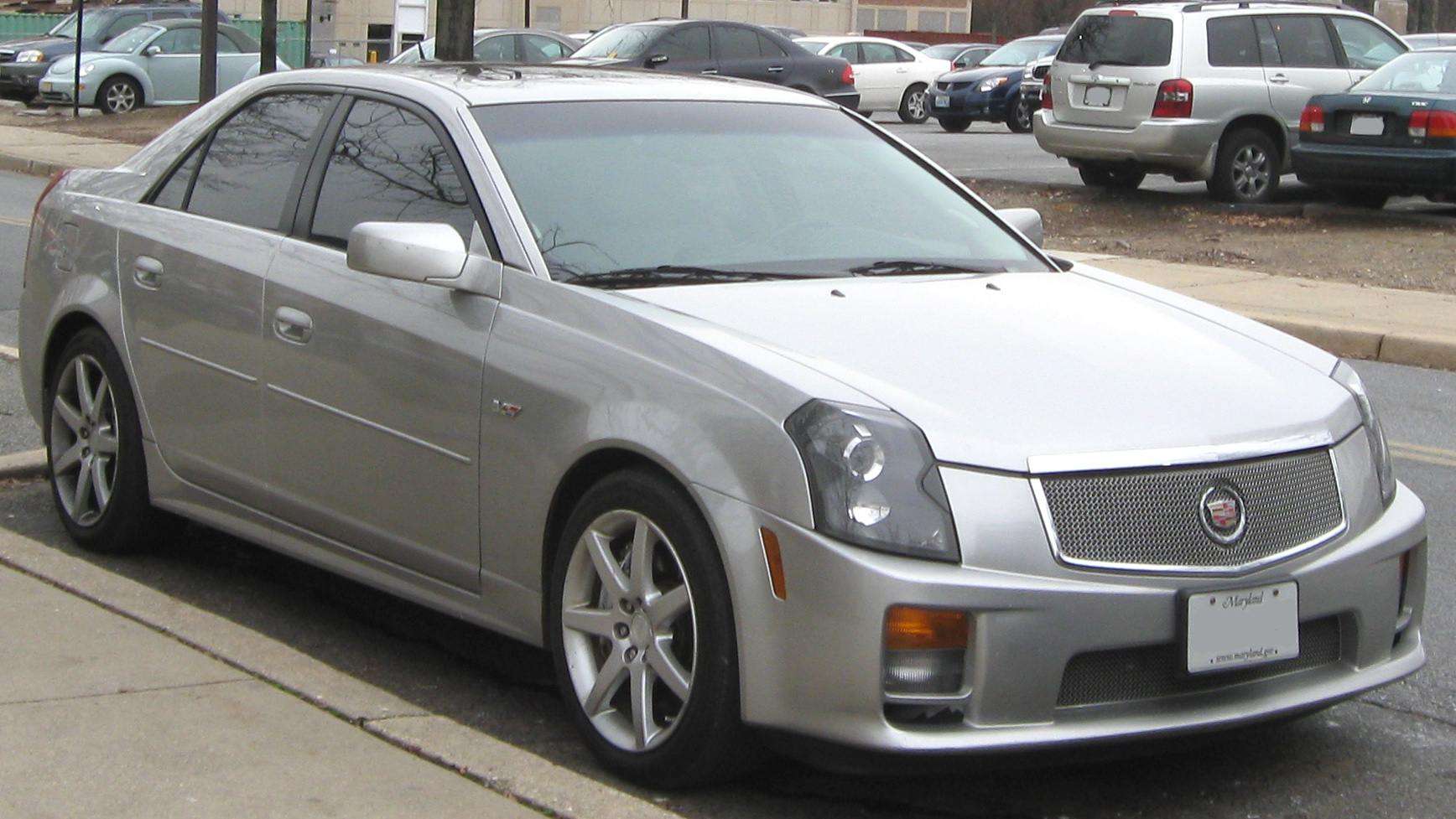
Cadillac CTS-V першого покоління

Щоб конкурувати на європейському ринку з S6/RS6 від Audi, M5 від BMW або AMG від Mercedes, Cadillac випустив спортивну модель Cadillac CTS-V, яка спочатку оснащувалася двигуном V8 5,7 л, а потім і 6,0 л обоє потужністю 400 к.с. Максимальна швидкість — 257 км/год, розгін від 0 до 100 км/год — становить всього 5 секунд.

## Друге покоління (2009–2014)
Друге покоління Cadillac CTS-V отримало новий V8 об'ємом 6,2 л потужністю 556 к.с. (564 к.с. у Європі). За заявою виробника, розгін від 0 до 100 км/год становить всього 4,2 с, максимальна швидкість становить 282 км/год для моделі з автоматичною коробкою передач, і 308 км/год для версії з ручною коробкою передач. Автомобіль пропонується в кузові седан (з 2009 року), купе (з 2010 року) і універсал (з 2011 року).
|                |  |                      |  |                      |  |
| Cadillac CTS-V |  | Cadillac CTS-V Wagon |  | Cadillac CTS-V Coupe |  |

## Третє покоління (2016–2019)

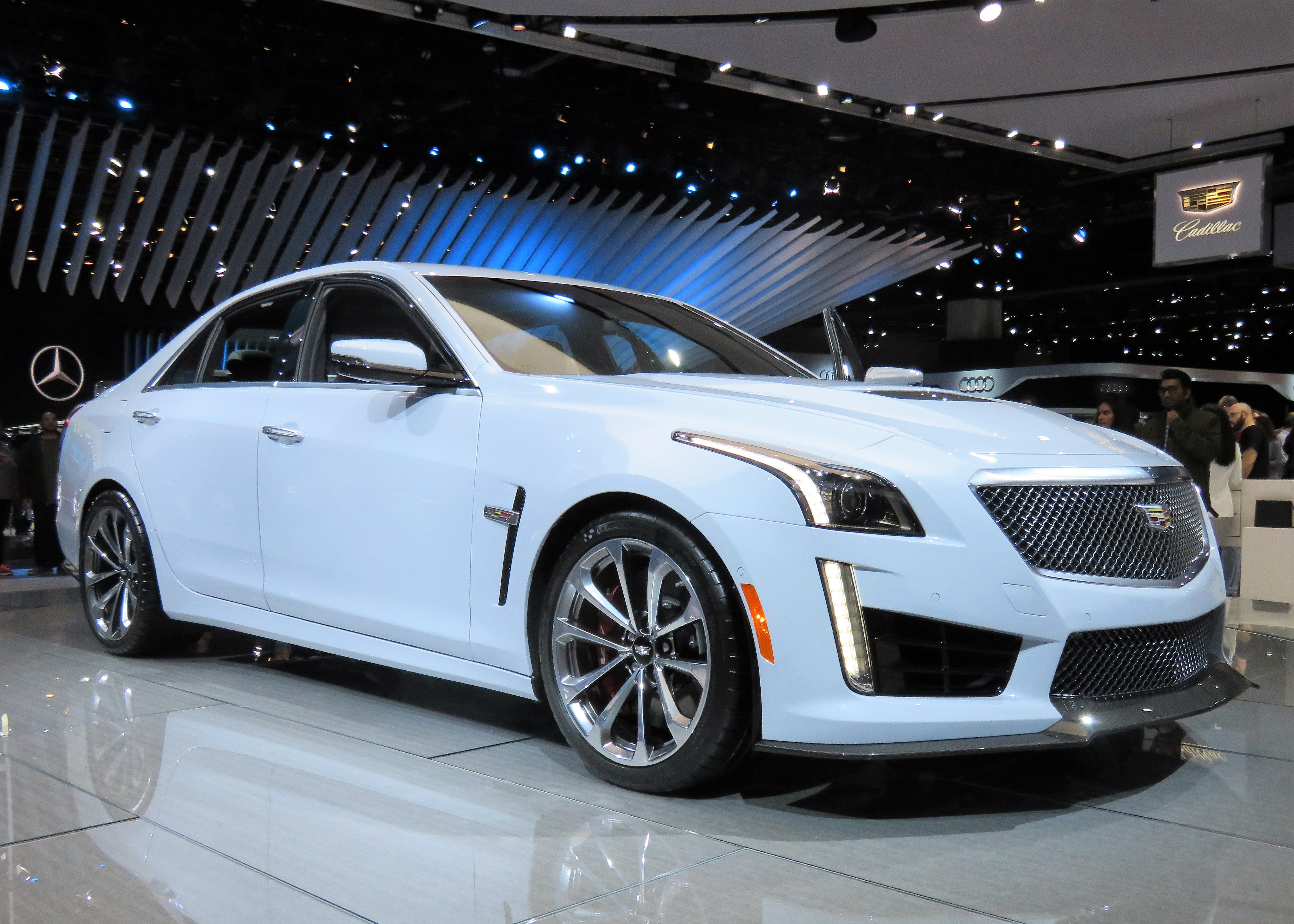
Cadillac CTS-V третього покоління

Третє покоління Cadillac CTS-V отримало новий V8 об'ємом 6,2 л потужністю 649 к.с. крутним моментом 855 Нм. Розгін від 0 до 100 км/год становить всього 3,7 с, максимальна швидкість становить 322 км/год. Автомобіль пропонується в кузові седан.

## Продажі
| Рік  | Продажі в США |
| ---- | ------------- |
| 2004 | 2,461         |
| 2005 | 3,508         |
| 2006 | 3,052         |
| 2007 | 1,176         |
| 2009 | 2,847         |